# Hôtel de Maisons
L'hôtel de Maisons, dit aussi hôtel de Soyecourt ou hôtel Pozzo di Borgo, est un hôtel particulier du début du XVIIIe siècle construit dans le faubourg Saint-Germain à Paris (France), à l'instigation de François Duret, président du Grand Conseil, d'après les plans de l'architecte Pierre Cailleteau, dit Lassurance. Il ne doit pas être confondu avec l'ancien hôtel de Soyecourt, situé également à Paris, sur la place des Victoires.

## Localisation
Cet hôtel particulier s'élève au 51, rue de l'Université, dans le 7e arrondissement de Paris, sur une parcelle issue du lotissement de l'ancien  Pré-aux-Clercs.

## Histoire

### Construction et transformations
Les travaux de l'hôtel de Maisons sont entrepris à partir de 1706 et presque terminés en 1707 quand Claude de Longueil, marquis de Maisons, s'en porte acquéreur, en exigeant du vendeur la réalisation d'importantes transformations.
Cette construction entre dans le cadre d'une série d'opérations spéculatives menées jusqu'à sa mort en 1731 par le président Duret, président du Grand Conseil depuis 1699. Agissant, avec de nombreux prête-noms, à la fois comme agent foncier, maître d'œuvre et entrepreneur, il achète des terrains, fait appel à des architectes pour dresser les plans, négocie avec des maîtres-maçons, embauche lui-même des ouvriers, puis revend les hôtels particuliers en cours d'achèvement. Il fera entre autres réaliser l'hôtel d'Auvergne, attenant à l'hôtel de Maisons, puis l'hôtel du Lude (1710), un hôtel construit avant 1717 rue de l'Université, ultérieurement connu sous le nom d'hôtel Le Vayer, et l'hôtel de La Vrillière (1724), tous situés dans les alentours.
L'intérieur est transformé en 1749-1751 par Pierre Mouret pour Louis-Armand de Seiglières de Belleforière, marquis de Soyecourt. Boiseries du grand salon sculptées par Jacques Verberckt, peut-être avec l'aide de Jean Liottier. Portail de 1783-1784 longtemps attribué à Claude-Nicolas Ledoux. 
L'hôtel est remanié au XIXe siècle par Joseph-Antoine Froelicher pour la famille Pozzo di Borgo.

### Depuis la deuxième partie du XXesiècle
L'hôtel est ensuite divisé en appartements. Sa détention étant éclatée entre 16 indivisaires dont Philippe Pozzo di Borgo, il a été vendu le 21 avril 2010 au président gabonais Ali Bongo pour environ 74 millions d'euros dans des circonstances troubles. Karl Lagerfeld, qui louait le corps ouest du bâtiment depuis 1978, quitte alors le lieu pour un appartement du quai Voltaire, jusqu'à sa mort.

## Protection
Ce bâtiment, qui compte un parc, fait l’objet d’une inscription au titre des monuments historiques depuis le 11 juin 1926,.

## Sources
- Bruno Pons, Hôtel de Maisons puis de Soyecurt 51, rue de l'Université in Le Faubourg Saint-Germain. Rue de l'Université, ouvrage collectif présenté par la Délégation à l'Action artistique de la Ville de Paris, Paris, Institut néerlandais, 1987.